# Paul Mara
Paul Richard Mara (Ridgewood, 7 settembre 1979) è un ex hockeista su ghiaccio statunitense.

## Carriera
In NHL ha indossato le maglie di Tampa Bay Lightning (1998/99, 1999/2000, 2000/01), Phoenix Coyotes (2000-2004, 2005/06), Boston Bruins (2006/07), New York Rangers (2006-2009), Montreal Canadiens (2009/10, 2010/11) e Anaheim Ducks (2010/11).
Nel corso della sua carriera ha anche giocato in OHL con Sudbury Wolves (1996-1998) e Plymouth Whalers (1997-1999), in IHL con Detroit Vipers (1999/2000, 2000/01), in Germania con Hannover Scorpions (2004/05), in ECHL con Ontario Reign (2012/13) e in AHL con Houston Aeros.

## Palmarès

### Mondiali
- 1 medaglia:
  - 1 bronzo (Repubblica Ceca 2004)